# Dreieinigkeitskirche (Gräfenberg)
Die Dreieinigkeitskirche ist die Pfarrkirche der Stadt Gräfenberg und der Sitz des evangelischen Dekanates Gräfenberg. Mit der Einführung der Reformation in Gräfenberg 1528 wurde die Kirche evangelisch.

## Baugeschichte
Die erste Gräfenberger Kirche St. Michael stand etwa beim heutigen Kriegerdenkmal. Sie wurde bis zur Reformation genutzt – danach verfiel sie. Die heutige katholische Kirche Gräfenbergs trägt ihr Patrozinium.
Die Dreieinigkeitskirche wurde ursprünglich 1248 als romanische Kirche errichtet. Aus dieser Zeit stammen die unteren Turmgeschosse und die Läutekammer, die als Andachtsraum für Opfer der Weltkriege genutzt wird. Ursprünglich war die Kirche wohl dem heiligen Simon Petrus geweiht.
Das Langhaus wurde um 1300 noch im romanischen Stil errichtet.
Im Jahre 1462 wurde ein neuer gotischer Chor errichtet. Aus dieser Zeit stammte der Flügelaltar, der 1701 durch einen barocken Altar ersetzt wurde. Die Bilder des Flügelaltares sind an den Seitenwänden des Chorraumes aufgehängt.
1556 wurden dem Turm neue Geschosse aufgesetzt, er war auch Wachturm und ersetzte später den eingestürzten alten Wachturm auf dem Michelsberg, an diesen war die alte Michaeliskapelle angebaut. Er verfügt über eine Türmerwohnung, die bis Anfang des 20. Jahrhunderts bewohnt war. Ab 1699 wurde das Langhaus barockisiert und erweitert, so dass die beiden barocken Emporen und die Loge der Patrizier die Kirche prägen.
Die vielen bunten Glasfenster stammen überwiegend aus der frühen Neuzeit und sind Stiftungen der Patrizierfamilien, die Gräfenberg beherrschten.

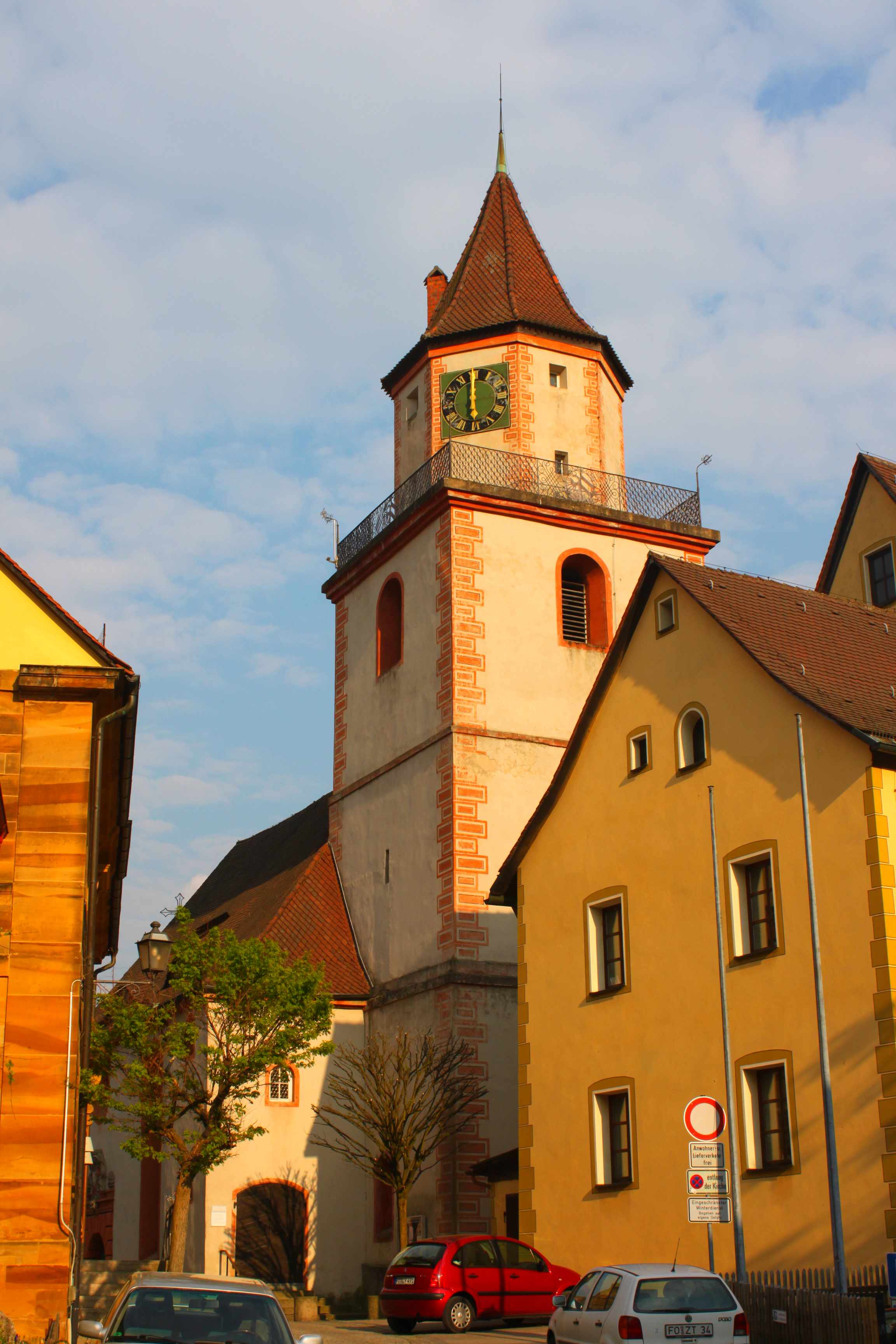
Die Kirche von der Chorseite
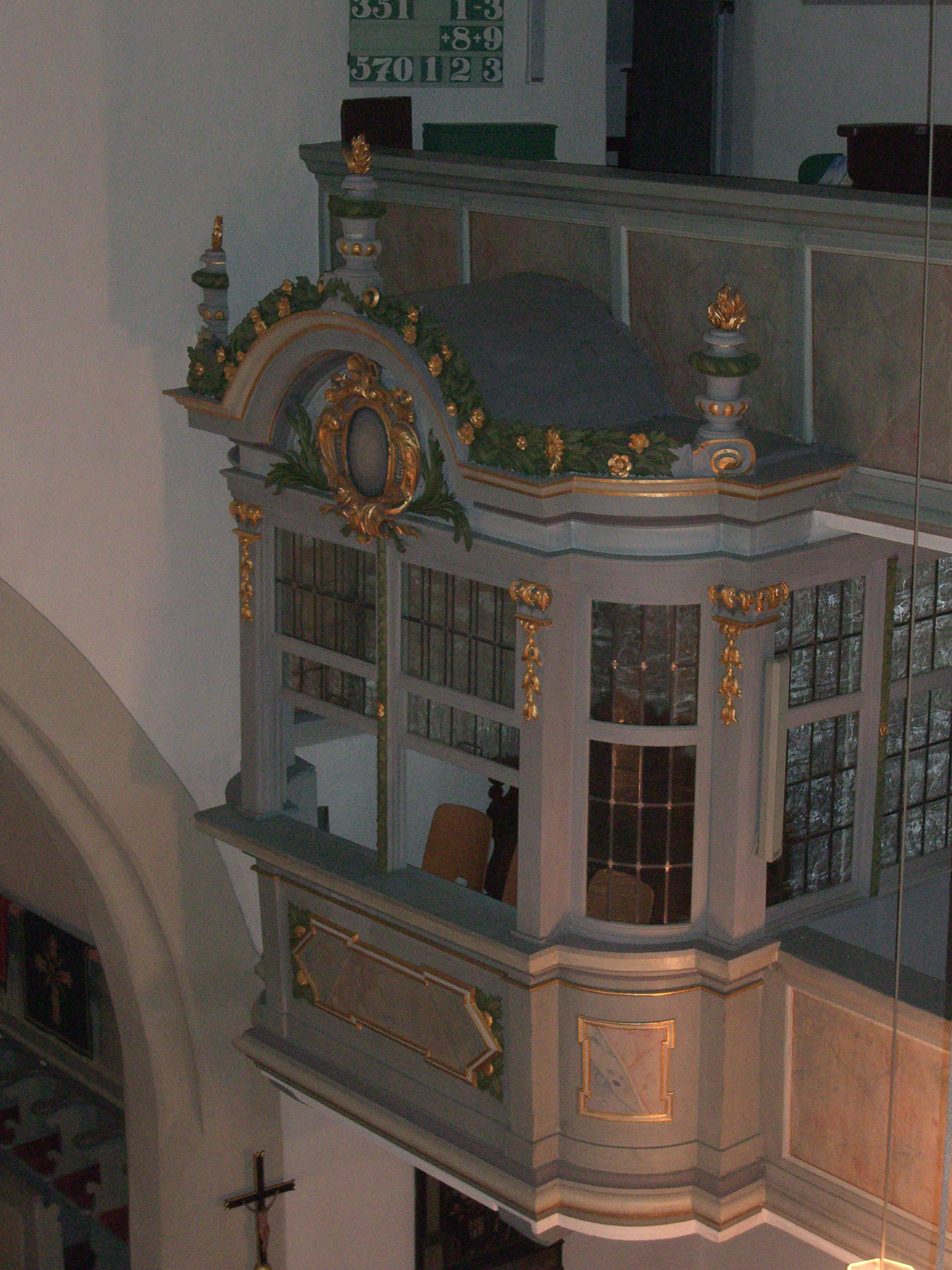
Patrizier-Loge in der Kirche
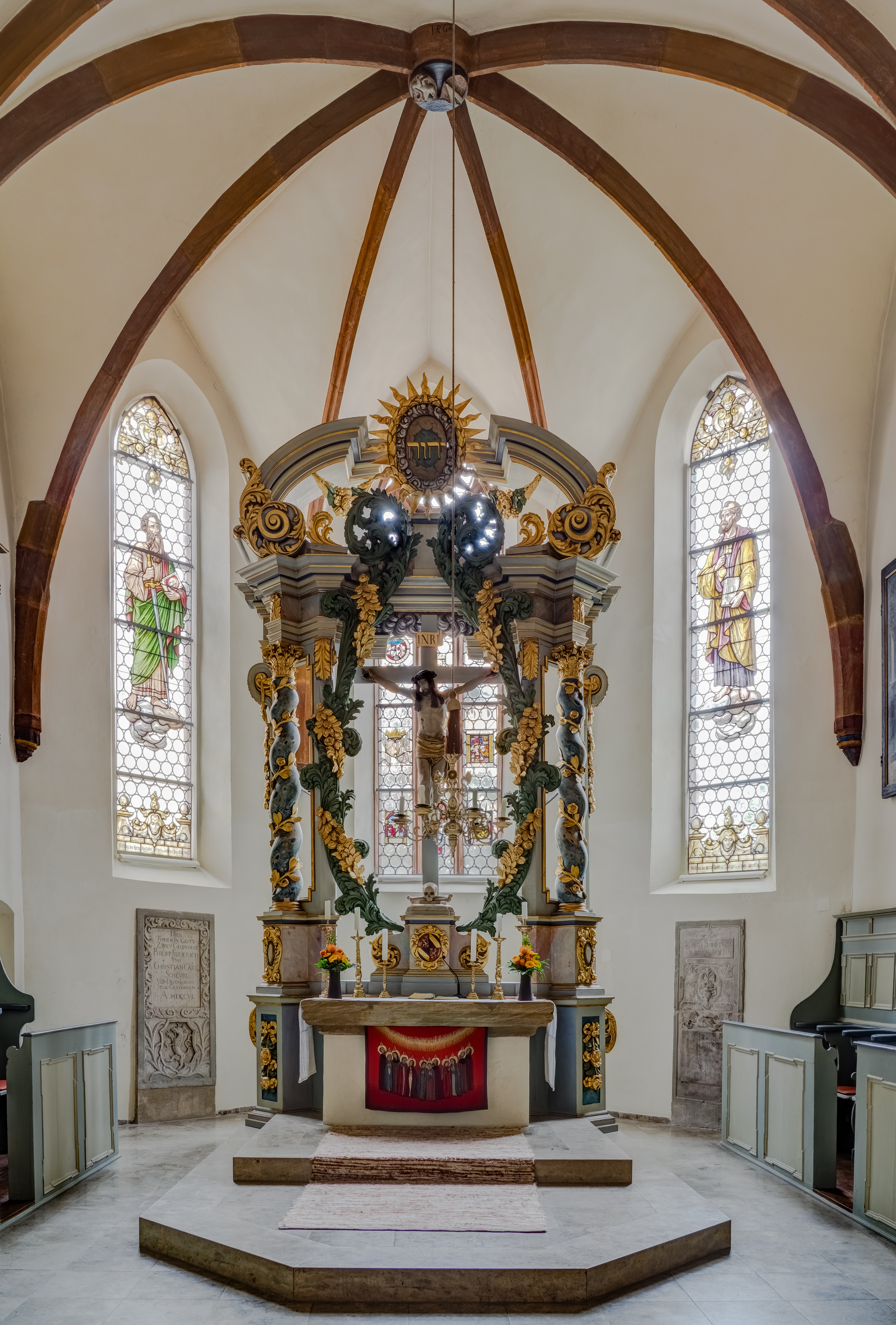
Chor mit Altar und Glasfenstern
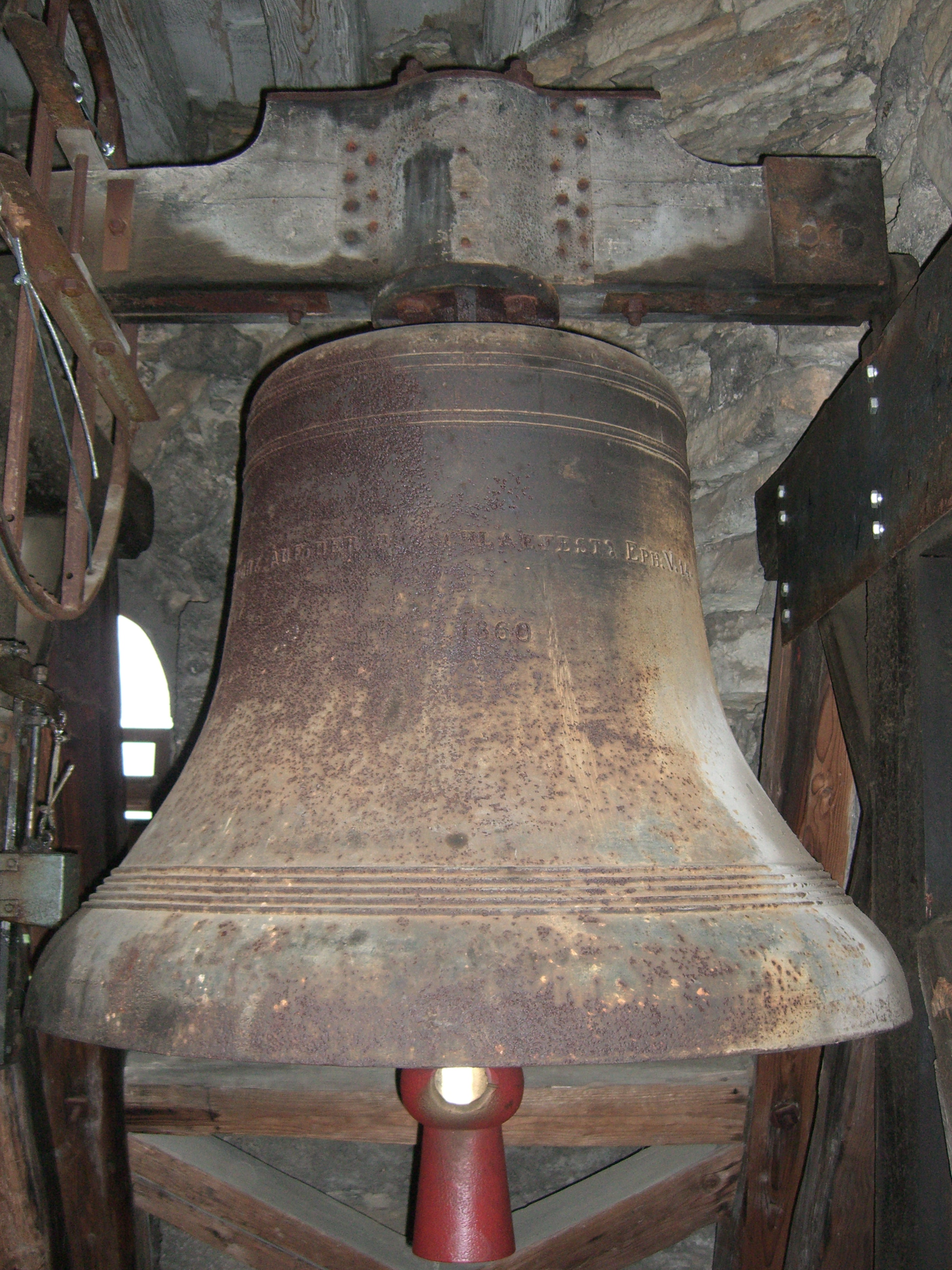
Glocke im Turm
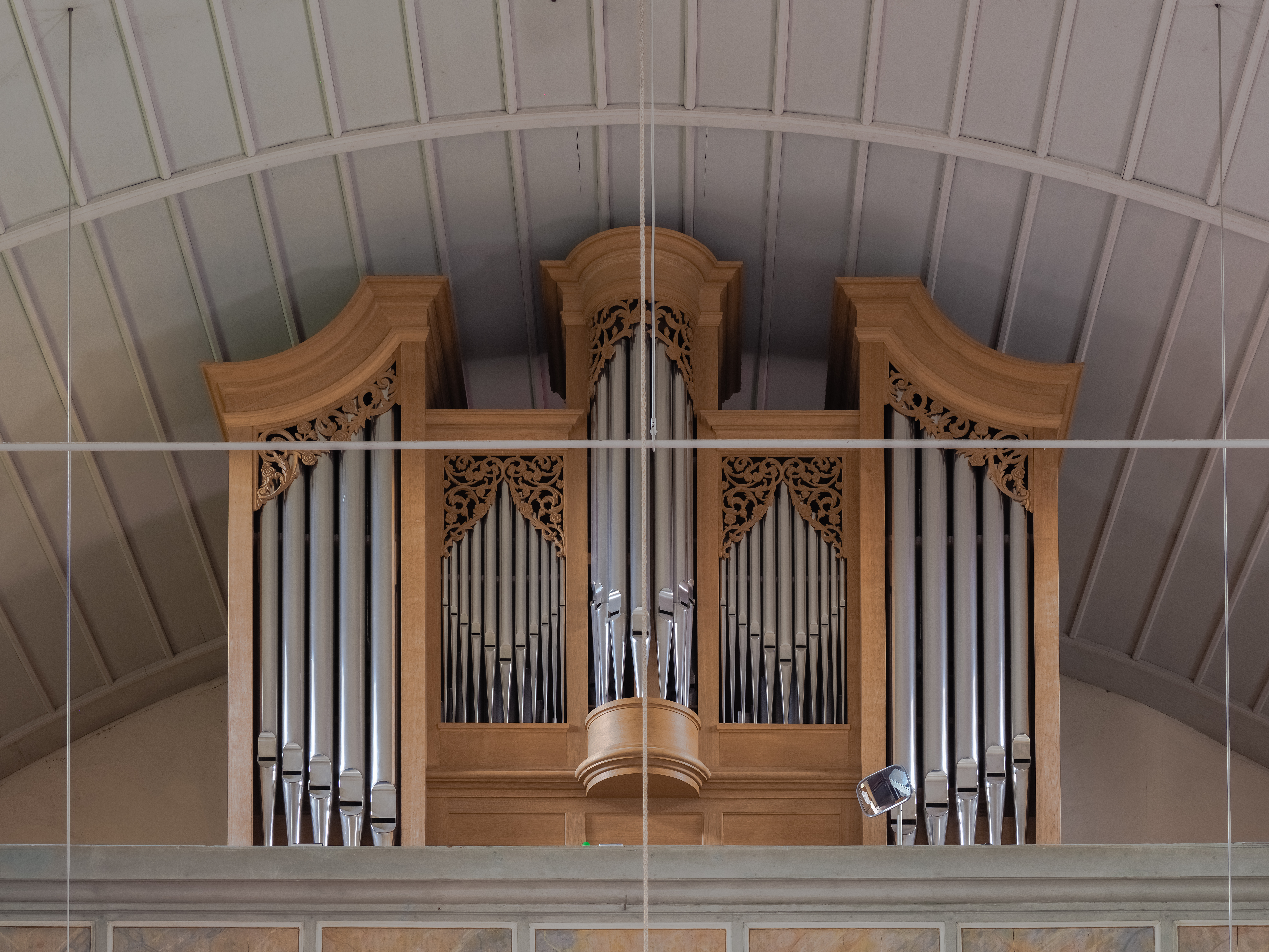
Orgel in der evangelischen Kirche
Taufstein in der Dreieinigkeitskirche
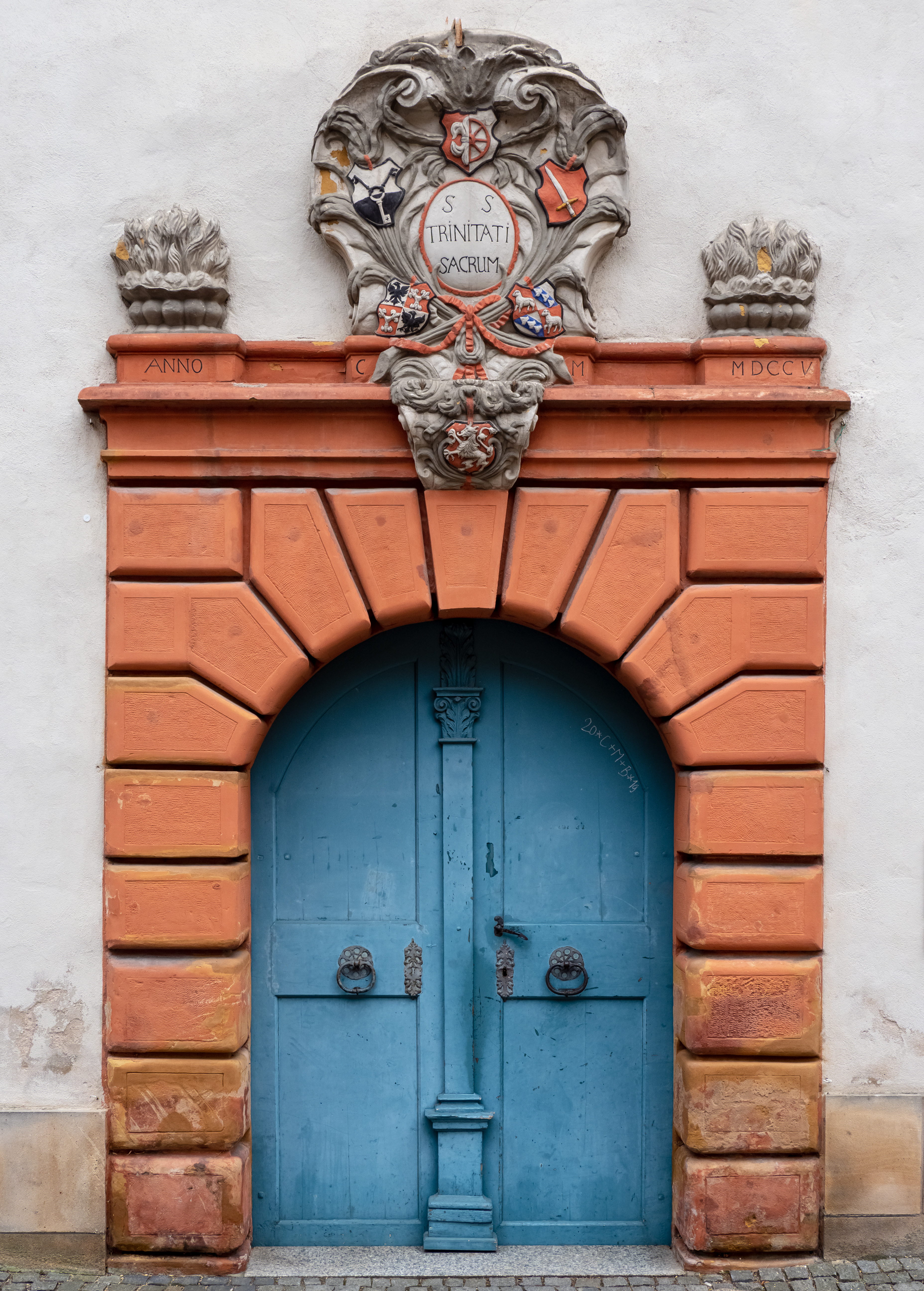
Eingangsportal